# Description de l'Égypte
Pour les articles homonymes, voir Description (homonymie).
La Description de l'Égypte, ou Recueil des observations et des recherches qui ont été faites en Égypte pendant l'expédition de l'Armée française, publié par les ordres de Sa Majesté l’Empereur Napoléon le Grand est un ouvrage monumental, issu de la campagne d'Égypte de Bonaparte. Il est écrit par une pléiade de savants, dans la tradition des voyages d'exploration scientifique du XVIIIe siècle et dans l'esprit de l'Encyclopédie. 
La Description de l'Égypte est la première encyclopédie consacrée exclusivement à l'Égypte : elle se compose de textes de descriptions et de mémoires, illustrés par des volumes de planches. Les articles et les illustrations présentent l'Antiquité et l'Histoire moderne de l'Égypte sous différents aspects : architecture, agriculture, langage, musique, costume, sociologie, médecine, histoire naturelle, et une cartographie détaillée. Au moment de sa publication, c'est la plus grande œuvre imprimée et son influence est énorme, établissant l'égyptologie comme une discipline intellectuelle et inspirant la passion pour l'art de l'Égypte antique dans le monde occidental.
Cette œuvre a connu deux éditions : la première dite « édition impériale » à partir de 1809, ordonnée par Napoléon ; la seconde, dite « édition Panckoucke » à partir de 1820, sous les auspices de Louis XVIII.

## Historique

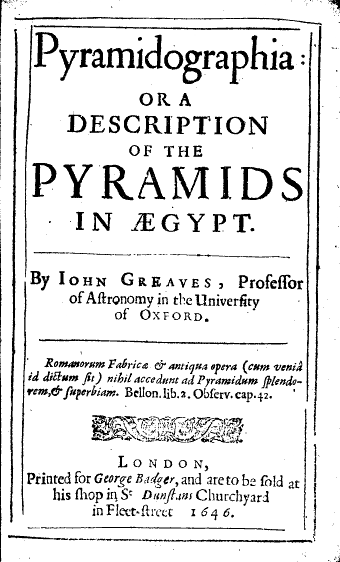
Pyramidographia, or a Description of the Pyramids in Ægypt (John Greaves, 1646) est le premier ouvrage de l'ère moderne entièrement consacré aux pyramides.

### L'égyptomanie duXVIIIesiècle
Depuis le XVIe siècle l'ancienne civilisation égyptienne a exercé une fascination sur les Européens, d'abord sur les collectionneurs comme le polymathe Nicolas-Claude Fabri de Peiresc, puis sur les voyageurs. On trouve des récits d'Anglais, Français, Suédois, Danois et Allemands. Les prouesses de l'art architectural de l'Égypte antique et l'énigme de l'écriture hiéroglyphique ont fortement stimulé les imaginations au point d'imputer des pouvoirs quasi-surnaturels aux anciens Égyptiens. Ainsi, la poudre de momie était censée avoir des propriétés de guérison extraordinaire.
Une sélection de ces ouvrages se trouve dans la bibliographie.
L'idée originale de la Description de l'Égypte, dans l'esprit des Lumières, est d'envoyer simultanément en Égypte un groupe de savants, de spécialités diverses, avec comme objectif d'écrire une encyclopédie consacrée exclusivement à l'Égypte.

### L'expédition de 1798-1801

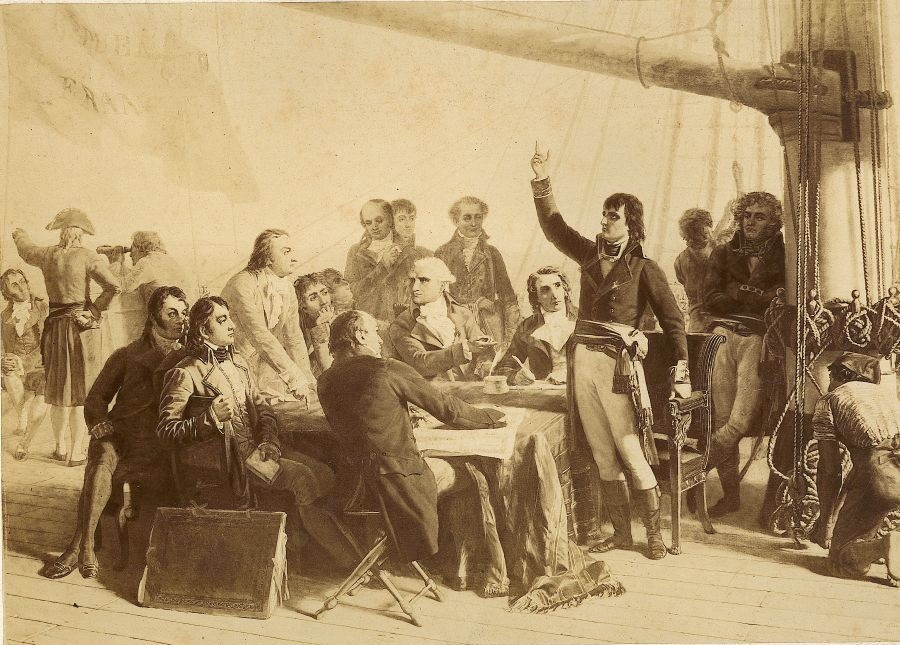
Napoléon Bonaparte, en route pour l'expédition d’Égypte, discute avec les savants de la Commission des sciences et des arts sur le pont de lOrient.

Lors de l'expédition d'Égypte, du 19 mai 1798 au 31 août 1801, Napoléon Bonaparte emmène avec lui une commission de savants. Bonaparte souhaite s'inscrire dans la lignée des voyages de Louis-Antoine de Bougainville, de James Cook ou de Jean-François de La Pérouse. 
Pendant les quatre années que durera la campagne, cette troupe hétéroclite est composée de plus de cent-soixante savants de formations et de spécialités diverses : antiquaires, architectes, astronomes, chimistes, mathématiciens, médecins ou pharmaciens, mécaniciens, musiciens, naturalistes et minéralogistes, dessinateurs, graveurs et imprimeurs, ou encore sculpteurs.
Dès le premier jour, ils entreprennent l'étude minutieuse et exhaustive d’un pays qu'ils croient déjà connaître, par l'entremise des récits des voyageurs qui les ont précédés. Les années passées en Égypte permettent la récolte d’une formidable moisson faite d'herbiers, de papyrus, d'animaux naturalisés, de minéraux, de notes, de plans, de dessins et de croquis.
La campagne militaire se solde par un échec catastrophique, mais la campagne scientifique est couronnée de succès et ouvre la voie vers l'étude sérieuse de l'égyptologie. Le ton est donné par Étienne Geoffroy Saint-Hilaire qui écrivait du Caire à Frédéric Cuvier en 1799 : « Nous avons recueilli les matériaux du plus bel ouvrage qu'une nation ait pu faire entreprendre […] Oui, mon ami, il arrivera que l'ouvrage de la Commission des arts excusera, aux yeux de la postérité, la légèreté avec laquelle notre nation s'est, pour ainsi dire, précipitée en Orient ».

#### Institut d'Égypte
|  |

|  |

En août 1798, l'Institut d'Égypte est fondé dans le palais d'Hassan-Kashif dans les environs du Caire, avec Gaspard Monge comme président, Bonaparte en vice-président, Joseph Fourier en secrétaire et Louis Costaz en secrétaire adjoint. L'Institut devait compter 48 membres (douze pour chacune des quatre sections).
La structure de l'Institut est basée sur celle de l'Institut de France. Elle abrite une bibliothèque, un laboratoire, des ateliers et diverses collections des savants. L'atelier était très important pour la construction d'instruments scientifiques pour remplacer ceux perdus lors de la destruction de la flotte française par l'armée britannique lors de la bataille d'Aboukir, le 1er août 1798, et la révolte du Caire en octobre de la même année.
Un des buts de l'Institut était la dissémination du savoir, et à cette fin les savants ont publié, entre 1798 et 1801, une revue : La Décade Égyptienne, et un journal de propagande napoléonienne, le Courrier de l'Égypte, qui donnait des informations sur les activités de l'armée française et de la commission des savants de l'Institut elle-même.
L’idée d’un ouvrage collectif voit le jour dès le débarquement mais se concrétise réellement en novembre 1799 sous l’impulsion du général Kléber, qui en fixe les grandes lignes : « recueillir pour répandre l’instruction, et concourir à élever un monument littéraire, digne du nom français ». Joseph Fourier est chargé de réunir les rapports des diverses disciplines pour la publication ultérieure.
Après l’assassinat de Kléber en juin 1800, son successeur, le général Menou, reprend le flambeau mais confère une dimension nouvelle à ce qui reçoit désormais le titre de « grand ouvrage sur l’Égypte », le plaçant directement sous l’égide de la République.

### La Commission d'Égypte
Au début de l'année 1802, l'aventure éditoriale commence. Elle se poursuivra sur près de trente ans. 
Le 6 février 1802, un arrêté stipule que tous les « mémoires, plans, dessins et généralement tous les résultats relatifs aux sciences et arts, obtenus pendant le cours de l'expédition d’Égypte seront publiés aux frais du Gouvernement » ; l'ensemble sera réparti en quatre parties : « Antiquités », « État moderne », « Histoire naturelle » et « Géographie ». Cette dernière partie, essentiellement des cartes détaillées, est publiée tardivement pour des raisons stratégiques et politiques.  
Le 18 février 1802, afin de mener à bien cette entreprise, le ministre de l'Intérieur, Jean-Antoine Chaptal, nomme une commission dite « Commission d’Égypte » composée de huit membres permanents, parmi lesquels le commissaire du Gouvernement, responsable de la publication. Ce poste clef est occupé successivement par Nicolas-Jacques Conté, Michel Ange Lancret et, à partir de 1807, par Edme François Jomard qui s'acquittera de ses fonctions pendant près de 25 ans. 
Cette commission permanente est composée de : 
- Claude-Louis Berthollet qui occupe la présidence jusqu'en 1822, remplacé par André Lafont de Cavagnac ;
- Nicolas-Jacques Conté est le Commissaire général du gouvernement près la Commission ;
- Michel Ange Lancret remplit les fonctions de secrétaire ;
- Louis Costaz, René-Nicolas Dufriche Desgenettes, Joseph Fourier, Pierre-Simon Girard et Gaspard Monge ;

Auxquels sont adjoints par la suite : Édouard de Villiers du Terrage, Alire Raffeneau-Delile, Jean-Baptiste Prosper Jollois et Edme François Jomard. 
| - Jean-Antoine Chaptal - Claude-Louis Berthollet - Nicolas-Jacques Conté - Michel Ange Lancret - Louis Costaz |

| - René-Nicolas Dufriche Desgenettes - Joseph Fourier - Pierre-Simon Girard - Gaspard Monge - Jean-Baptiste Prosper Jollois |

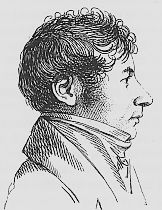
Edme François Jomard

Après le décès de Conté à qui Lancret succède dans le poste de commissaire, la Commission propose le 17 février 1806 au ministre la nomination de Jomard comme membre de la Commission exécutive, ce qui est fait le 22 mars 1806, puis elle le désigne au poste de secrétaire le 7 avril 1806. Un an plus tard, la maladie et le décès de Lancret amènent Jomard à remplir les fonctions importantes de commissaire du Gouvernement avant d'en être officiellement investi sur la proposition de la Commission du 24 décembre 1807 et par le ministre le 30 suivant. Il devient rapidement le maître d'œuvre de l'ouvrage qui, selon les termes de l'article cinq de l’arrêté du 21 avril 1802 stipule que le commissaire « est chargé de suivre l'exécution matérielle de l'ouvrage ; il recevra les soumissions des artistes et les soumettra à la Commission pour y être statué ; il dirigera tous les détails de l'exécution et transmettra les dessins et mémoires pour être gravés et imprimés ». Dans le même temps, Jomard est remplacé par Prosper Jollois dans les fonctions de secrétaire.
Deux fois par mois, avant de publier les matériaux recueillis, les savants les soumettaient à un examen rigoureux et n'approuvaient leur publication qu'après une discussion et un scrutin à la majorité des suffrages. C'est ainsi que les savants arrivèrent à « décrire, dessiner les anciens édifices dont l'Égypte est pour ainsi dire couverte ; observer et réunir toutes les productions naturelles ; former des cartes exactes et détaillées du pays ; recueillir des fragments antiques ; étudier le sol, le climat, la géographie physique ; enfin rassembler tous les résultats qui intéressent l'histoire de la société, celles des sciences et des arts ». Les pièces originales sont toujours conservées à la Bibliothèque nationale de France. Les délibérations de la commission sont aussi conservées dans un manuscrit
Ce travail de recherche scientifique nécessitait un développement considérable dans le domaine de la technique d'impression.
Le dessin, la gravure, la typographie connurent grâce à l'édition de ce livre un perfectionnement remarquable. Il a fallu inventer des procédés pour l'impression des planches : amélioration de la fabrication du papier vélin, construction de presses de dimensions inusitées, si bien que l'industrie française obtint des produits bien supérieurs à ceux que fournissaient alors les manufactures étrangères. Dès lors, on gagna beaucoup de temps (cent planches par an) et on réduisit considérablement les dépenses. Cette économie de temps et d'argent assure des résultats parfaits : « On est parvenu, dit Fourier le préfacier, à graver des ciels et des fonds à l'aide d'une machine qui supplée à un travail long et dispendieux ; et la beauté de l'exécution surpasse tout ce qu'on pourrait attendre d'un artiste le mieux exercé ».
L'ouvrage complet comporte dix volumes de textes et treize volumes de planches :
- un volume grand format 740 × 570 mm : Préface écrite par Joseph Fourier, Avertissement et description des planches ;
- neuf volumes de texte : Antiquités (deux de Description et deux de Mémoires) ; État moderne (trois tomes) ; Histoire naturelle (deux tomes) ;
- dix tomes en douze volumes de 974 planches sur quatre formats différents : (Grand-Atlas ou Jésus 541 × 704 mm ; Moyen-Égypte ou Aigle d'Égypte 704 × 1 083 mm ; Grand-Égypte 704 × 1 354 mm ; Grand-Monde dit Éléphant 812 × 1 137 mm) dont 62 en couleur ;
- un volume d'atlas géographique de 53 planches très grand format (110 × 72 cm).

La qualité typographique des textes, la beauté des gravures et les formats font de la Description de l'Égypte une œuvre monumentale. La première édition, dite « Impériale », est composée de plusieurs livraisons s’étalant de 1809 à 1829.

## Éditions de la Description de l'Égypte
Commencée sous Napoléon, l'édition réalisée par la Commission d'Égypte à l'Imprimerie impériale s'achèvera à l'Imprimerie royale sous Charles X.
Les dates des pages de titre des différents volumes n'ont souvent que peu de rapport avec la date réelle d'achèvement du contenu des volumes. La Description de l'Égypte a été publiée jusqu'en 1829, en cinq livraisons dont chacune offrait un échantillonnage des différents volumes.

### Première édition (édition impériale)
| - Page de titre de l'édition de 1809 - Frontispice du premier tome |

L'ouvrage s'ouvre sur le célèbre frontispice dessiné par François-Charles Cécile, figurant l'apothéose de Bonaparte, présenté sous la forme d'Apollon conduisant le quadrige des chevaux de Saint-Marc au milieu d'une Égypte antique redécouverte par les Européens. Les Français sont montrés comme les héritiers des civilisations antérieures. La préface de Fourier est encore à la gloire du général en chef, mais les autres pages et planches n'y font plus allusion. Les planches consacrées à l'État moderne évoquent une occupation militaire pacifique par les Français, qui était loin de la réalité. Les travaux sur l'Antiquité et l'histoire naturelle sont beaucoup plus scientifiques.
La première édition se compose de :
- Neuf tomes de texte, folio (395 × 255 mm), dont certains contiennent quelques illustrations :

Antiquités mémoires I : 3 planches (2 folding), 10 tableaux ;
Antiquités mémoires II : 19 planches (texte de la pierre de Rosette), 2 cartes, 1 portrait ;
Antiquités descriptions II : 2 portraits ;
Histoire naturelle II : 1 planche ;
État moderne I : partitions musicales ;
État moderne II pt 1 : une planche ;
État moderne II pt 2 : 4 planches, 1 portrait.
- Onze tomes de planches éléphantine folio (710 × 525 mm) :

Antiquités I : frontispice, carte et 87 planches dont 4 coloriées ;
Antiquités II : 61 planches, dont 18 coloriées ;
Antiquités III : 43 planches, dont 1 coloriée ;
Antiquités IV : 61 planches, dont 1 coloriée ;
Antiquités V : 73 planches ;
État moderne I : carte et 75 planches ;
État moderne II : 83 planches ;
Histoire naturelle I : 62 plates ;
Histoire naturelle II : 105 planches ;
Histoire naturelle II bis : 77 planches, dont 13 coloriées.
- Deux tomes de planches double éléphantine folio (1 080 × 695 mm) : 31 planches (7 pliées), dont 4 coloriées ; 64 planches (5 pliées) et un Atlas double éléphantine folio (1 080 × 695 mm) contenant 49 planches.

#### Consultation en ligne
L'ensemble des volumes de cette édition est consultable en ligne :
Planches
- Préface ; Auteurs ; Explication des planches ; Planches Antiquités (préf. Joseph Fourier), t. I, Paris, 1809, 229 p. (lire en ligne).
- Planches : Antiquités, t. II, Paris, 1812, 134 p. (lire en ligne).
- Planches : Antiquités, t. III, Paris, 1812, 92 p. (lire en ligne).
- Planches : Antiquités, t. IV, Paris, 1817, 109 p. (lire en ligne).
- Planches : Antiquités, t. V, Paris, 1822, 132 p. (lire en ligne).
- Planches : État Moderne, t. I, Paris, 1809, 89 p. (lire en ligne).
- Planches : État Moderne, t. II, Paris, 1817, 91 p. (lire en ligne).
- Planches : Histoire Naturelle, t. I, Paris, 1809, 144 p. (lire en ligne).

Planches : Histoire Naturelle, t. I, Paris, 1809, 180 p. (lire en ligne).
- Planches : Histoire Naturelle, t. II, Paris, 1817, 78 p. (lire en ligne).
- Planches : Histoire Naturelle, t. II bis, Paris, 1813, 80 p. (lire en ligne).

Textes
- Antiquités, Descriptions, t. I, Paris, 1809, 724 p. (lire en ligne).
- Antiquités, Descriptions, t. II, Paris, 1818, 738 p. (lire en ligne).
- Antiquités, Mémoires, t. I, Paris, 1809, 874 p. (lire en ligne).
- Antiquités, Mémoires, t. II, Paris, 1809, 332 p. (lire en ligne).
- État Moderne, t. I, Paris, 1809, 1030 p. (lire en ligne).
- État Moderne, t. II, Paris, 1809, 836 p. (lire en ligne).
- État Moderne, t. II (2e partie), Paris, 1809, 888 p. (lire en ligne).
- Histoire Naturelle, t. I, Paris, 1809, 898 p. (lire en ligne).
- Histoire Naturelle, t. II, Paris, 1812, 772 p. (lire en ligne).

Atlas
- Pierre Jacotin, Cartes géographiques et topographiques, Paris, 53 p. (lire en ligne).

##### Illustrations sur Commons
La totalité des illustrations des dix tomes de planches est visible dans des pages galeries sur Commons.

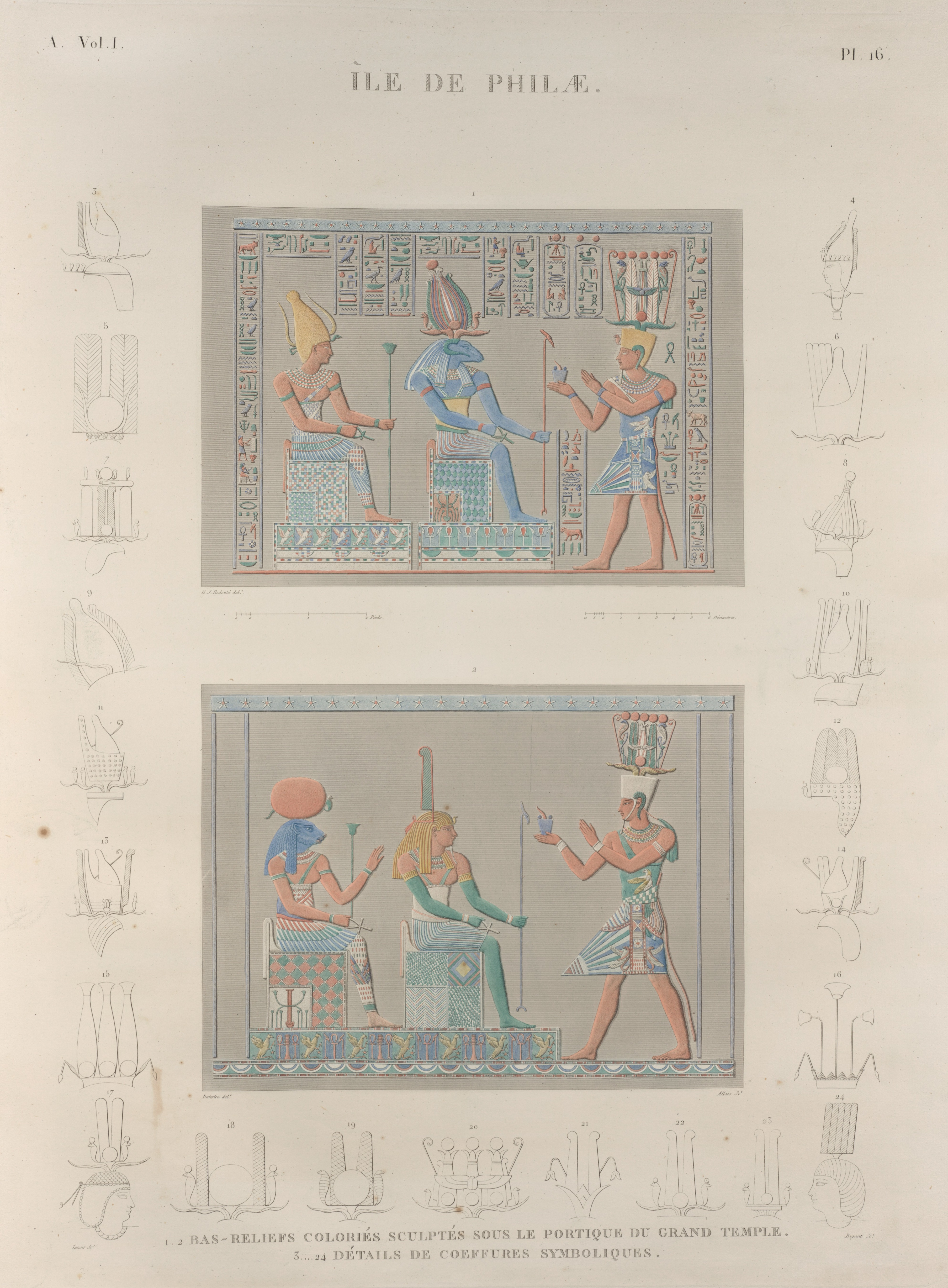
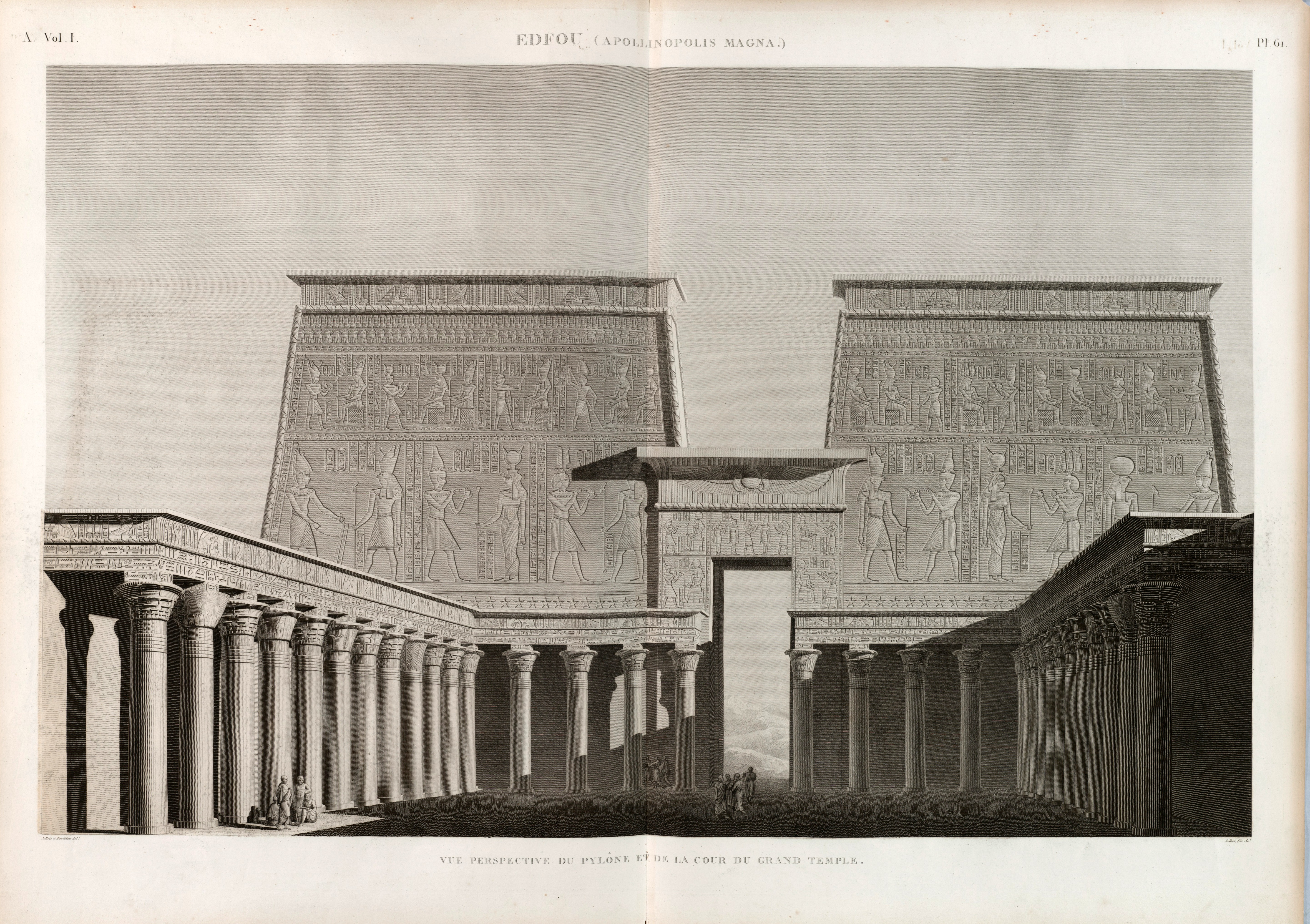
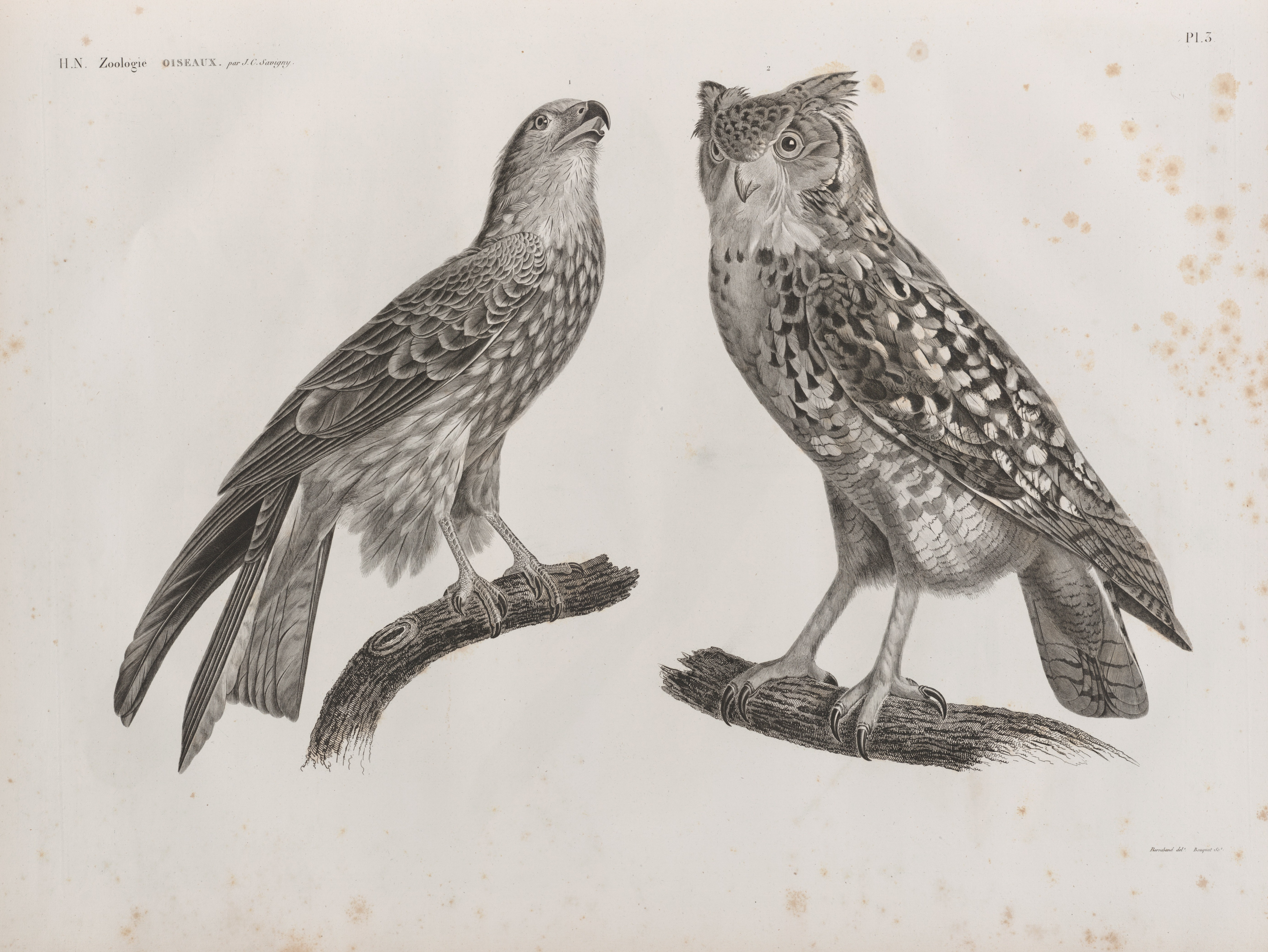

- Antiquités, planches, Tome I
- Antiquités, planches, Tome II
- Antiquités, planches, Tome III
- Antiquités, planches, Tome IV
- Antiquités, planches, Tome V
- État moderne. planches, Tome I
- État moderne. planches, Tome II
- Histoire naturelle, planches, Tome I
- Histoire naturelle, planches, Tome II et II bis
- Carte topographique de l’Égypte

#### Le « meuble égyptien » pour la conservation de l'ouvrage
Pour ranger et consulter la Description de l'Égypte, Edme François Jomard conçoit le projet d'un meuble « retour d'Égypte », dont la réalisation est confiée à l'ébéniste parisien Charles Morel. 
| - Exemplaire du « meuble égyptien » conservé à la bibliothèque du Sénat, au palais du Luxembourg. |

La forme de ce meuble s'inspire des édifices égyptiens : flanqué de deux pilastres à chapiteau hathorique et un entablement, juste sous le plateau, orné de l'uræus. Le plateau peut être basculé et se transforme en lutrin adapté aux dimensions des volumes de la Description de l'Égypte. Il comprend dans sa partie basse — ouvrant sur l'original par deux vantaux ajourés — des tablettes munies de roulettes sur lesquelles les volumes reposent à plat.
L'ébéniste réalise plusieurs exemplaires du meuble, dont au moins six sont aujourd'hui connus. Les plus précieux sont en acajou et placage d'acajou. Morel exécute également des variantes moins luxueuses avec d'autres bois d'ébénisterie, bois fruitier ou plaqués d'amarante.
Un exemplaire en noyer est conservé dans la bibliothèque du Sénat, au palais du Luxembourg. Il a été offert par le roi Louis-Philippe à la Chambre des pairs. Un autre se trouve dans la bibliothèque de l'Assemblée nationale.  
Un meuble moins prestigieux abrite l'exemplaire de Pierre de Pelleport, membre de l'Armée d'Orient. Sa famille a fait don du meuble et de l'exemplaire à la bibliothèque municipale de Bordeaux en 1921.

### Deuxième édition (édition Panckoucke)
| - Page de titre de l'édition de 1820 dédiée à Louis XVIII - Frontispice (seule planche en couleur de cette édition) |

La première édition était luxueuse, et monumentale avec des pages de plus d'un mètre carré. Il devenait évident, même avant la complétion de la publication de la totalité des tomes, qu'il fallait publier une autre édition, plus pratique et plus abordable. La tâche est confiée à l'éditeur parisien C.L.F. Panckoucke. 
Cette seconde édition, vendue par souscription, est réalisée de 1820 à 1830. 
Le texte est dans un format réduit, qui nécessite plus de tomes. Toutes les planches sont en noir et blanc, sauf le frontispice. Celui-ci est une copie d'un tableau de Panckoucke lui-même, qui montre un paysage égyptien avec ruines anciennes, totalement imaginaire, comme dans la première édition, mais sans la moindre symbolique napoléonienne.
La présentation du livre, écrite par Panckouche, est très claire : « Il [première édition] demeure presque inconnu aux Français [...] Le commerce le réclamait. » Il semble que l'un des motifs de cette seconde édition est l'espoir de voir une réception du livre dans toute l'Europe. De cette façon, le prestige de la France dépasse ses frontières et s'étend à tout l'Occident.
Dans la page de titre, toute référence à Bonaparte est remplacée par une référence au roi. Dans les derniers tomes, la référence au roi est, à son tour, remplacée par « Le Gouvernement ».

#### Consultation en ligne
L'ensemble des volumes de cette édition est consultable en-ligne :
Textes
- Antiquités - Descriptions, vol. 1, Paris, 1821, 644 p. (lire en ligne).
- Antiquités - Descriptions, vol. 2, Paris, 1821, 618 p. (lire en ligne).
- Antiquités - Descriptions, vol. 3, Paris, 1821, 513 p. (lire en ligne).
- Antiquités - Descriptions, vol. 4, Paris, 1821, 540 p. (lire en ligne).
- Antiquités - Descriptions, vol. 5, Paris, 1829, 688 p. (lire en ligne).
- Antiquités - Mémoires, vol. 6, Paris, 1822, 512 p. (lire en ligne).
- Antiquités - Mémoires, vol. 7, Paris, 1822, 622 p. (lire en ligne).
- Antiquités - Mémoires, vol. 8, Paris, 1823, 506 p. (lire en ligne).
- Antiquités - Mémoires, vol. 9, Paris, 1829, 629 p. (lire en ligne).
- Explication des planches d'Antiquités, vol. 10, Paris, 1826, 636 p. (lire en ligne).
- État Moderne, vol. 11, Paris, 1822, 588 p. (lire en ligne).
- État Moderne, vol. 12, Paris, 1823, 522 p. (lire en ligne).
- État Moderne, vol. 13, Paris, 1823, 592 p. (lire en ligne).
- État Moderne, vol. 14, Paris, 1826, 531 p. (lire en ligne).
- État Moderne, vol. 15, Paris, 1826, 610 p. (lire en ligne).
- État Moderne, vol. 16, Paris, 1825, 548 p. (lire en ligne).
- État Moderne, vol. 17, Paris, 1824, 678 p. (lire en ligne).
- État Moderne, vol. 18, Paris, 1826, 668 p. (lire en ligne).
- État Moderne, vol. 18 (2e partie), Paris, 1829, 572 p. (lire en ligne).
- État Moderne (3e partie), vol. 18, Paris, 1821 (lire en ligne).
- Histoire Naturelle, vol. 19, Paris, 1824, 486 p. (lire en ligne).
- Histoire Naturelle, vol. 20, Paris, 1824, 548 p. (lire en ligne).
- Histoire Naturelle, vol. 21, Paris, 1824, 504 p. (lire en ligne).
- Histoire Naturelle, vol. 22, Paris, 1827, 486 p. (lire en ligne).
- Histoire Naturelle, vol. 23, Paris, 1828, 464 p. (lire en ligne).
- Histoire Naturelle, vol. 24, Paris, 1829, 687 p. (lire en ligne).

Planches
- Explication des planches, Paris, 1821, 627 p. (lire en ligne).
- Planches : Antiquités, t. 1, Paris, 1820, 105 p. (lire en ligne).
- Planches : Antiquités, t. 2, Paris, 1822, 96 p. (lire en ligne).
- Planches : Antiquités, t. 3, Paris, 1823, 73 p. (lire en ligne).
- Planches : Antiquités, t. 4, Paris, 1823, 77 p. (lire en ligne).
- Planches : Antiquités, t. 5, Paris, 1823, 103 p. (lire en ligne).
- Planches : État Moderne, t. 1, Paris, 1823, 88 p. (lire en ligne).
- Planches : État Moderne, t. 2, Paris, 1823, 92 p. (lire en ligne).
- Planches : Histoire Naturelle, t. 1, Paris, 1826, 66 p. (lire en ligne).
- Planches : Histoire Naturelle, t. 2, Paris, 1826, 109 p. (lire en ligne).
- Planches : Histoire Naturelle, t. 3, Paris, 1826, 81 p. (lire en ligne).

Atlas
- Atlas géographique., Paris, C.L.F. Panckoucke, 1826, 57 p. (lire en ligne).

### Ouvrages duXVIIIesiècle
- John Greaves, Pyramidographia, or a Description of the pyramids in Ægypt (1646)[9] ;

- Jean de Thévenot,Relation d'un voyage fait au Levant dans laquelle il est curieusement traité des estats sujets au Grand Seigneur et des singularitez particulières de l'Archipel, Constantinople, Terre-Sainte, Égypte, pyramides, mumies [sic], déserts d'Arabie, la Meque, et de plusieurs autres lieux de l'Asie et de l'Affrique outre les choses mémorables arrivées au dernier siège de Bagdat, les cérémonies faites aux réceptions des ambassadeurs du Mogol et l'entretien de l'autheur avec celuy du Pretejan, où il est parlé des sources du Nil (1664)lire en ligne sur Gallica ;

- Bernard de Montfaucon, L’Antiquité expliquée et représentée en figures (1719-1724) en dix volumes[10] ;
- Benoît de Maillet, Description de l'Égypte, 1740[11] ;
- Richard Pococke, A Description of the East and Some Other Countries, 1743[12] ;
- Frédéric Louis Norden, Voyage d'Égypte et de Nubie (1755)[13] ;
- Carsten Niebuhr, Reisebeschreibung von Arabien und anderen umliegenden Ländern (1774 & 1778)[14].

### Ouvrages des membres de la Commission
- Dominique Vivant Denon, Voyage dans la Basse et la Haute-Égypte : pendant les campagnes du général Bonaparte, t. 1, Paris, P. Didot l’aîné, 1802, 322 p. (lire en ligne).

Dominique Vivant Denon, Voyage dans la Basse et la Haute-Égypte : pendant les campagnes du général Bonaparte, t. 2, Paris, P. Didot l’aîné, 1802.
Dominique Vivant Denon, Voyage dans la Basse et la Haute-Égypte : pendant les campagnes du général Bonaparte, t. 3, Paris, P. Didot l’aîné, 1802, 296 p. (lire en ligne).
Dominique Vivant Denon, Voyage dans la Basse et la Haute-Égypte : Les Planches, t. 4, Paris, P. Didot l’aîné, 1802, 63 p. (lire en ligne).
(en) Dominique Vivant Denon (trad. Arthur Aikin), Travels in Upper and Lower Egypt During the Campaigns of General Bonaparte, t. 1, New York, Samuel Campbell, 1803, 307 p. (lire en ligne).
(en) Dominique Vivant Denon (trad. Arthur Aikin), Travels in Upper and Lower Egypt During the Campaigns of General Bonaparte, t. 2, New York, Samuel Campbell, 1803, 378 p. (lire en ligne).
(en) Dominique Vivant Denon (trad. Arthur Aikin), Travels in Upper and Lower Egypt During the Campaigns of General Bonaparte, t. 3, London, Longmans, 1803, 365 p. (lire en ligne).
Les planches de l'édition de 1802 sont visibles sur Commons : Voyage dans la basse et la haute Egypte de Dominique Vivant Denon (1802) - Les Planches
- Édouard de Villiers du Terrage et Marc de Villiers Du Terrage (dir.), Journal et souvenirs sur l'expédition d'Égypte : 1798-1801, Paris, 1899, 396 p. (lire en ligne).

- Étienne Malus et Général Charles Thoumas (dir.), L'agenda de Malus : souvenirs de l'expédition d'Égypte, 1798-1801, Paris, H. Champion, 1892, 238 p. (lire en ligne).

### Ouvrages modernes
: document utilisé comme source pour la rédaction de cet article.
- Yves Laissus, « Napoléon et l'imprimerie : Description de l'Égypte, bilan scientifique d'une expédition militaire », dans L'Art du livre à l'Imprimerie nationale, Paris, Imprimerie nationale, 1973, p. 191-205.

- Francine Masson, « L'expédition d'Égypte et « la Description » », SABIX, vol. 1, no juin,‎ 1987 (lire en ligne, consulté le 9 février 2020). .

- Boussif Ouasti, « La Description de l'Égypte », Dix-Huitième Siècle, vol. 22,‎ 1990, p. 73-82 (lire en ligne, consulté le 9 février 2020).

- Henry Laurens, L'expédition d'Égypte, 1798-1801, Paris, Seuil, 1997, 608 p. (ISBN 978-2020306980).

- Francine Masson, « L'Expédition d'Egypte », A.B.C. Mines, no 12,‎ décembre 1997 (lire en ligne, consulté le 9 février 2020). .

- Robert Solé, Les Savants de Bonaparte, Le Seuil, 1998, 251 p. (ISBN 978-2020338455).

- Yves Laissus, L'Égypte, une aventure savante 1798-1801, Fayard, 1998, 611 p. (ISBN 978-2213600963, présentation en ligne).

- Patrice Bret (dir.) et al., L'expédition d'Égypte, une entreprise des Lumières (1798-1801 : actes du colloque de Paris (8-10 juin 1998), Paris, Académie des sciences, 1999, 436 p. (présentation en ligne).

- Carmélia Opsomer, « Les manuscrits de Redouté, dessinateur et chroniqueur de l'expédition », dans Patrice Bret (Dir.), L'Expédition d’Égypte, une entreprise des Lumières 1798-1801 : actes d'une colloque, Paris les 8, 9 et 10 juin 1998, Paris, Académie des sciences, 1999 (lire en ligne), pages 53-80.

- Jean-Marc Drouin, « François-Michel de Rozière et l'expédition d'Égypte », dans Patrice Bret (Dir.), L'Expédition d’Égypte, une entreprise des Lumières 1798-1801 : actes d'une colloque, Paris les 8, 9 et 10 juin 1998, Paris, Académie des sciences, 1999 (lire en ligne).

- Paul-Marie Grinevald, « La Description de l’Égypte, un monument éditorial », dans Patrice Bret (Dir.), L'Expédition d’Égypte, une entreprise des Lumières 1798-1801 : actes d'une colloque, Paris les 8, 9 et 10 juin 1998, Paris, Académie des sciences, 1999, pages 297-305.

Paul-Marie Grinevald, « La Description de l’Égypte, trente ans de travaux 1798-1802-1829 », dans Du haut de ces pyramides… L’expédition d’Égypte et la naissance de l’égyptologie (1798-1850), catalogue de l’exposition de La Roche-sur-Yon, 14 décembre 2013-22 mars 2014, Lyon, Fage éditions, 2013, p. 78-93, ill.
- Patrice Bret, « L'Égypte de Jomard : la construction d'un mythe orientaliste, de Bonaparte à Méhémet-Ali », Romantisme, no 120,‎ 2003, p. 5-14 (lire en ligne).

- Yves Laissus, Jomard, le dernier Égyptien, Fayard, 2004, 660 p. (ISBN 978-2213615257, présentation en ligne).

- Eric Gady, « Description de l'Égypte », dans François Pouillon (Dir.), Dictionnaire des orientalistes de langue française, Karthala éditions, 2009 (lire en ligne).

- Edme François Jomard (1777-1862). Un « Égyptien » de Polytechnique, Paris, Société des amis de la bibliothèque de l'histoire de l'École polytechnique, 2015, 134 p. (lire en ligne). .

- Vanessa Desclaux, « L’Expédition d’Égypte et la naissance de l’Institut d’Égypte », sur Le blog Gallica, 16 mai 2018

- « Fourier l'Égyptien : L'éclatante réussite scientifique d'un fiasco militaire », sur Mathouriste, décembre 2018

- Julie Garel-Grislin, « La Description de l'Égypte », sur BnF : patrimoines partagés